# Rebekka Guðleifsdóttir

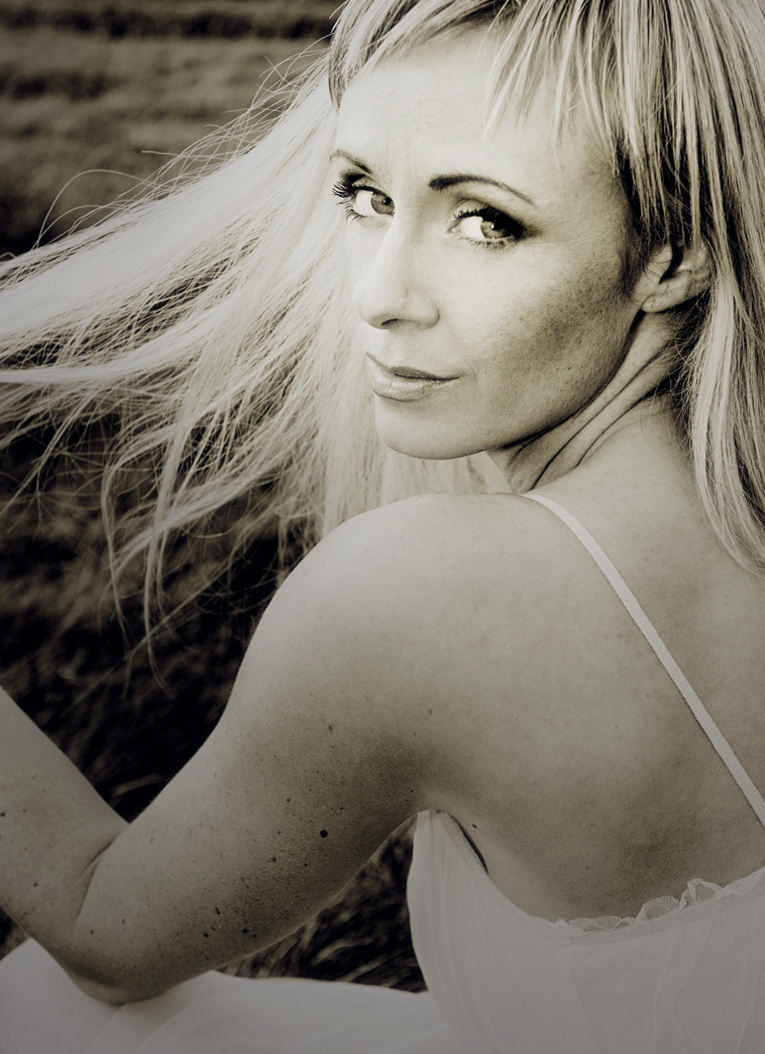
Rebekka Guðleifsdóttir

Rebekka Guðleifsdóttir (* 25. Mai 1978) ist eine in Island beheimatete Fotografin und Kunststudentin, die vor allem durch ihre Selbstporträts in der Foto-Community Flickr bekannt wurde. Sie wurde 2006 vom Wall Street Journal als „Web's Top Photographer“ ausgezeichnet.

## Besonderheiten
Viele Fotografen scheuen vor der Benutzung eines sogenannten Fisheye zurück, Rebekka setzt dieses jedoch gezielt ein, sodass kaum der Eindruck entsteht, dass es sich um ein klassisches Fisheye-Foto handelt.
Die Tönung der meisten Fotos ist außergewöhnlich. Sie ist in warmen Tönen gehalten, auch teilweise etwas braunstichig.